# Pierre-Antoine-Joseph Du Monchaux
Pierre-Antoine-Joseph Du Monchaux (* 1733; † 1766; auch Dumonchaux) war ein französischer Arzt und Schriftsteller.
Du Monchaux ist bekannt für sein Werk Medicinische Anekdoten (1762), das 1767 in einer deutschen Übersetzung erschien (Digitalisat).